# Chrysomelinae
Sous-famille
Les Chrysomelinae constituent une sous-famille d'insectes coléoptères de la famille des Chrysomelidae qui comprend des espèces bien connues des genres Chrysomela, Chrysolina, Leptinotarsa et Oreina.

## Biologie
Les membres de ce groupe sont caractérisés par un très haut niveau de spécialisation alimentaire et sont protégés chimiquement de la prédation : chaque étape du cycle de vie est protégée chimiquement contre les prédateurs.
- Les œufs contiennent des toxines[1] et les adultes possèdent des glandes spécialisées, situées sur le pronotum et les élytres, qui libèrent des glucosides d’isoxazolin-5-one estérifiés ou non par une ou deux entités d’acide nitropropanoïque[2].
- Lorsque les larves sont inquiétées, elles dégagent des composés répulsifs volatils qui sont produits et stockés dans neuf paires de glandes exocrines situées dans la région abdominale et thoracique de l'animal. Le danger passé, celles-ci sont rétractées ce qui permet à la larve de récupérer la majeure partie de l’exsudat. Contrairement aux adultes, les larves libèrent un nuage de vapeur chimique afin de repousser les ennemis naturels à distance, avant qu'il y ait eu contact physique.
Les analyses chimiques de ces sécrétions défensives ont permis d'identifier trois familles de composés. La plupart des larves produisent des monoterpènes méthylcyclopentanoïdes[3] (e.g. chrysomélidial, plagiolactone).
- La seconde défense chimique est dérivée de la plante hôte. Les larves de Chrysomela et de Phratora vitellinae qui se nourrissent exclusivement de feuilles de Salicaceae (genres Salix et Populus) hydrolysent un métabolite secondaire présent dans les feuilles de leur hôte, la salicine, et oxydent son aglycone afin de libérer de l'aldéhyde salicylique[4].
- La troisième stratégie défensive est développée par deux espèces de Chrysomela (C. interrupta et C. lapponica) inféodées aux Betulaceae. Elle consiste à repousser les prédateurs grâce à un nuage odorant constitué par les acides isobutyriques et 2-méthylbutyriquei16 et leurs dérivés esters[5]. Une voie métabolique mixte est à l'origine de ces composés[6]. Les acides butyriques sont synthétisés par l'insecte à partir d'acides aminés, mais leurs esters sont produits par des réactions d'estérifications entre ces acides carboxyliques et différents alcools extraits de la plante.

## Liste des tribus
Selon ITIS (17 février 2020) et Catalogue of Life (5 juillet 2021), cette sous-famille de coléoptères est répartie en deux tribus :
- Chrysomelini Latreille, 1802
- Timarchini Motschulsky, 1860

## Photos d'espèces

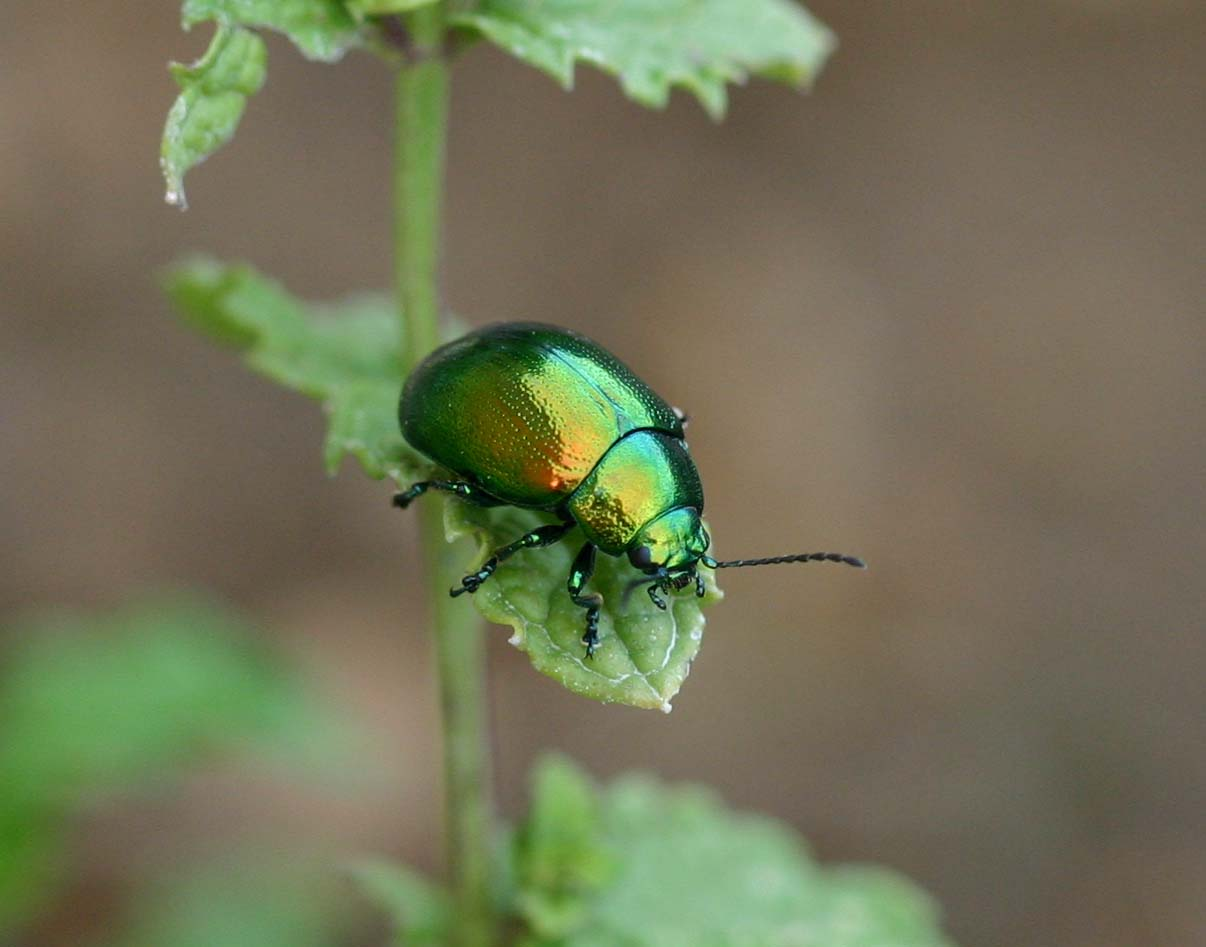
Chrysolina herbacea
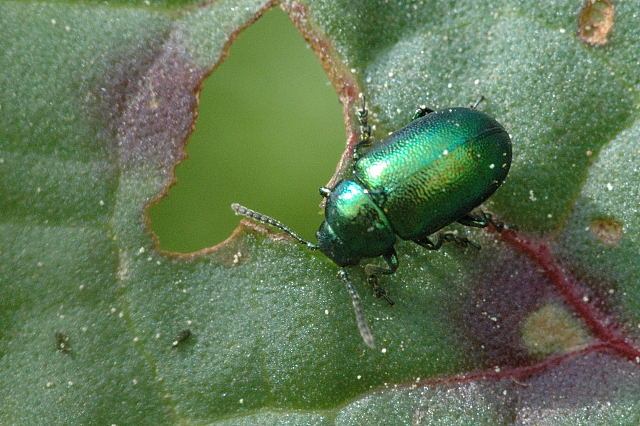
Gastrophysa viridula
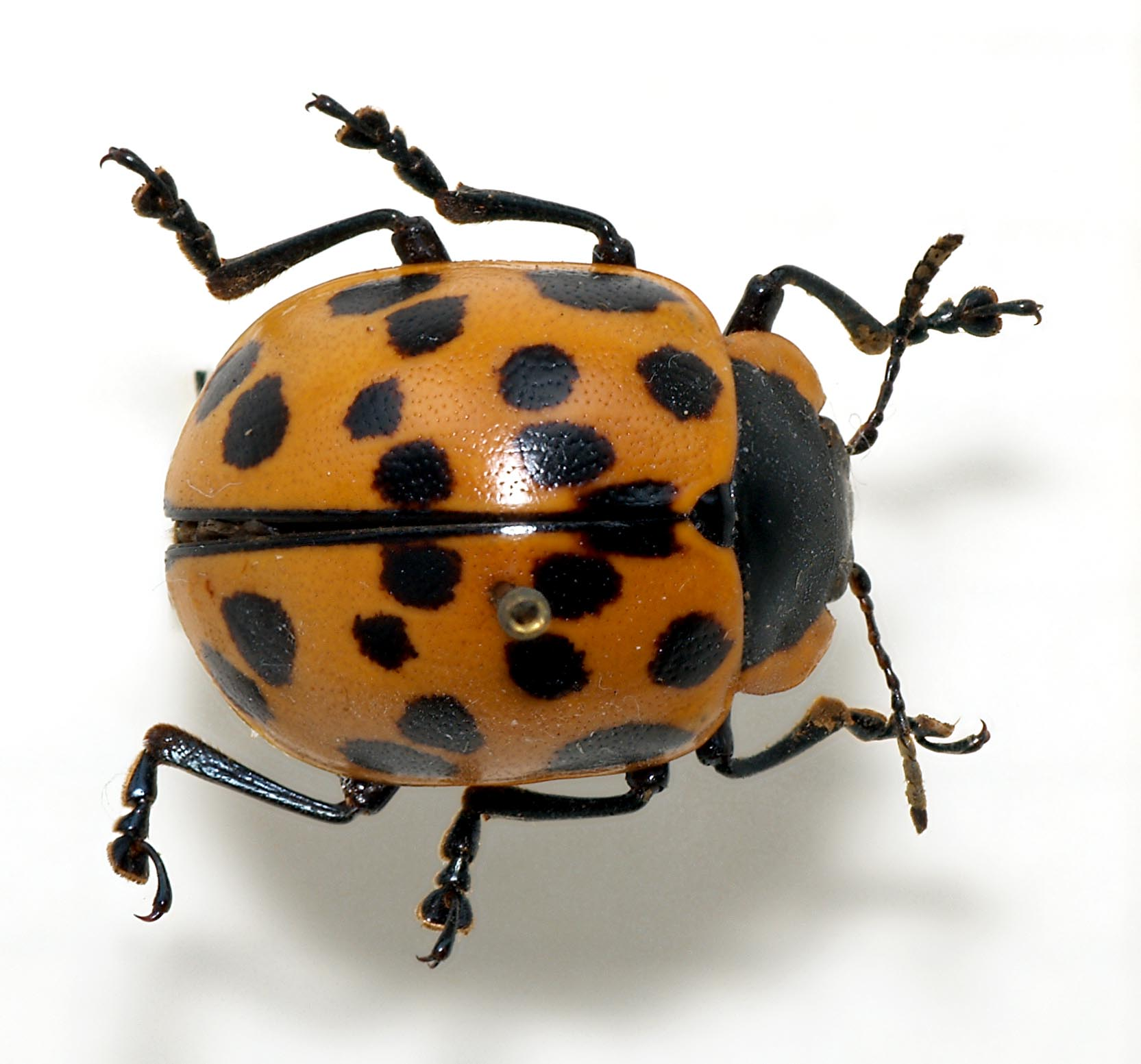
Doryphora punctata
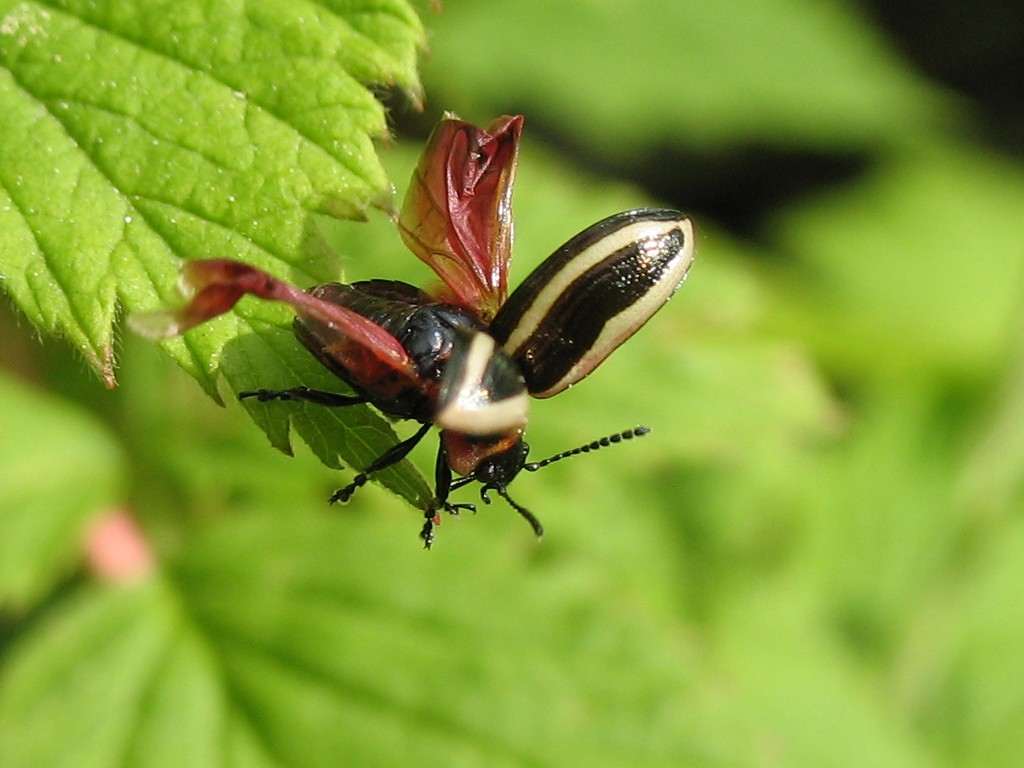
Calligrapha californica